# Бельмондо, Поль (скульптор)
Поль Бельмондо (8 августа 1898, Французский Алжир — 1 января 1982, Иври-сюр-Сен, Франция) — французский скульптор, профессор Высшей национальной школы изящных искусств. Участник Первой мировой войны. Отец актёра Жан-Поля Бельмондо.

## Биография
Родился 8 августа 1898 года в африканском городе Алжире, в небогатой семье итальянского происхождения. Отец — Паоло Бельмондо из Борго-Сан-Дальмаццо (коммуна в провинции Пьемонт), мать — Роза Черрито родом из Чефалу (коммуна в провинции Палермо).
Детство и юность Поля прошли в Африке. Учился в школе Дордор в Алжире. В 13 лет начал заниматься резьбой и увлёкся искусством. Юношей изучал архитектуру в Школе изящных искусств в Алжире. Был мобилизован на фронт Первой мировой, и на том окончился алжирский период его жизни. После отравления газами в сентябре 1918 года в сражениях при Сен-Миеле Поля Бельмондо демобилизовали.
Благодаря государственному гранту он продолжил учёбу в Париже. В столице Франции студент подружился со скульпторами Шарлем Деспио и Жаном Буше (тоже фронтовиком). В 1926 году Поль выиграл Римскую и Блюменталевскую премии.
В 1930 году в Париже Поль Бельмондо сочетался браком с Сарой-Мадлен Рено-Ришар. У них родились трое детей: Ален-Поль (1931), Жан-Поль (1933) и Мюриэль (1945).
Во время Второй мировой войны сотрудничал с нацистскими властями, входил в группу французских художников-коллаборационистов, пропагандировавших сотрудничество с правительством Виши и с оккупационными немецкими властями. Поль Бельмондо был вице-президентом секции художников. В 1941 году он участвовал в организованной Геббельсом так называемой «ознакомительной поездке», когда французские художники и скульпторы посетили немецкие культурные объекты и художественные мастерские.
В 1945 году Поль Бельмондо был осуждён за сотрудничество с нацистами; ему в течение года было запрещено продавать свои произведения и организовывать выставки.
В 1956 году назначен профессором Высшей национальной школы изящных искусств в Париже.

## Музей Поля Бельмондо
В марте 2007 года Жан-Поль Бельмондо, его брат Ален и сестра Мюриэль передали в дар парижскому пригороду Булонь-Бийанкур все работы своего отца: 259 скульптур, 444 медали и почти 900 рисунков, а также альбомы для рисования и подготовительные работы. Эммануэль Бреон, куратор Musée des Années Trente (Музей 1930-х годов) в Булонь-Бийанкуре, предложил разместить в этом районе музей, посвящённый Полю Бельмондо.
Новый музей был создан в замке Бюшийо, построенном в XVIII веке в стиле каприза и представляющем собой архитектурно-исторический памятник. Здание, принадлежащее городу, было отремонтировано, что обошлось в сумму более 2,7 миллиона евро. Первоначально намечалось открыть музей в конце 2008 г., затем это событие было отсрочено, так что для публики двери музея отворились 14 сентября 2010 г.

## Награды
Орден Искусств и литературы (1957)
Орден Почётного легиона (1974)